# Pałac Biskupi w Nysie

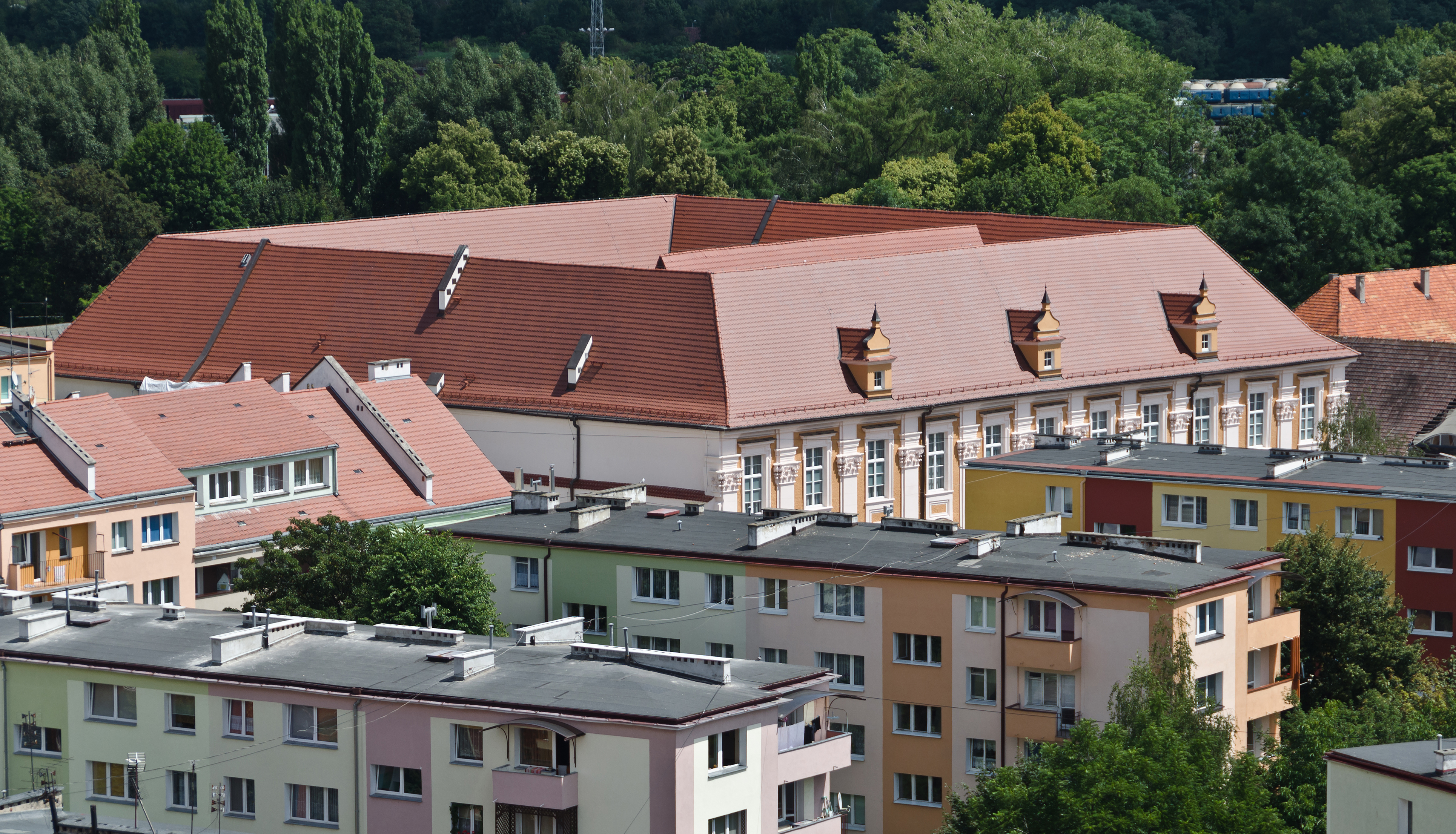
Pałac z oddali

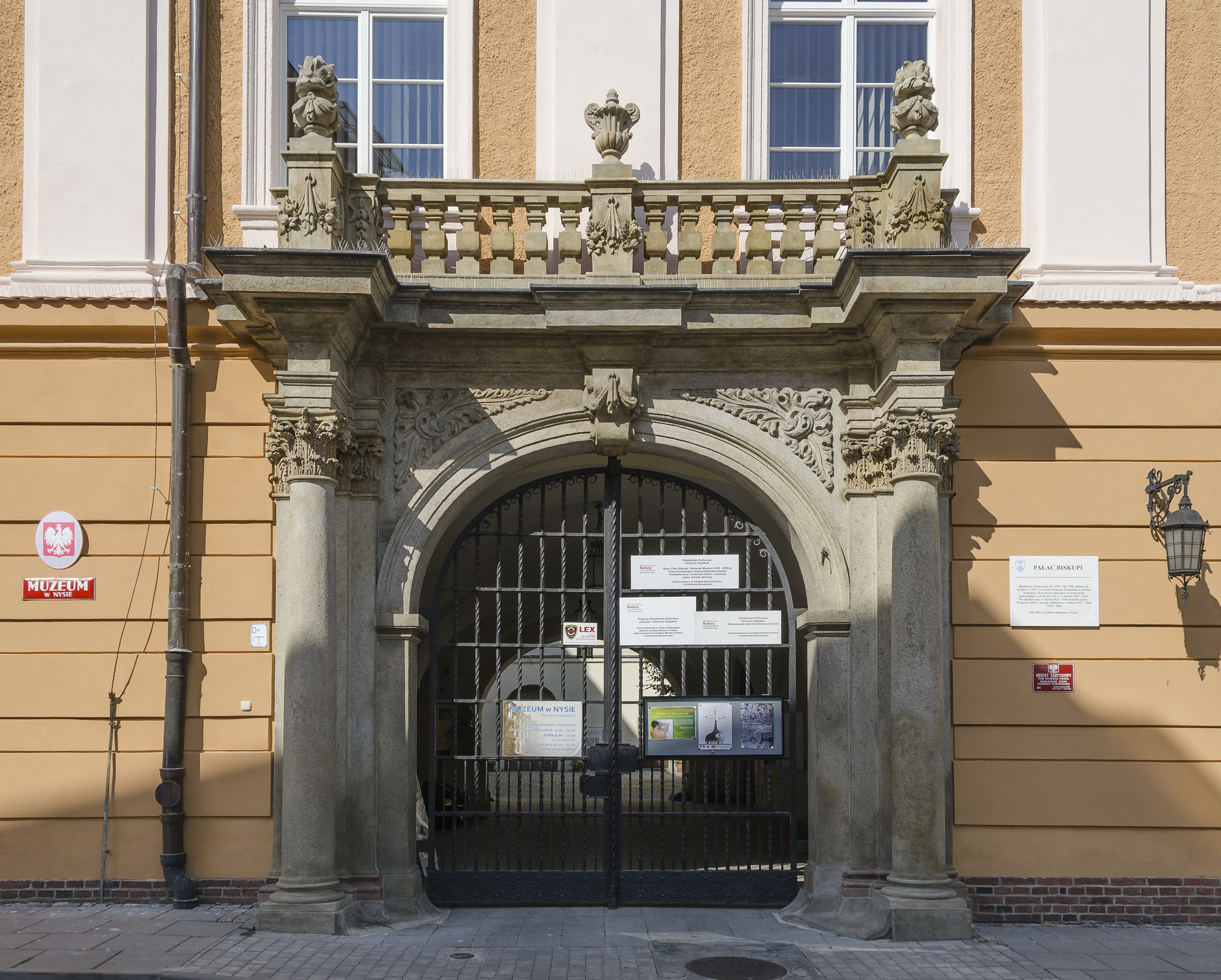
Główne wejście

Pałac Biskupi w Nysie – okazała budowla, pełniąca w przeszłości funkcję rezydencji
biskupów wrocławskich w Nysie jako stolicy będącego w ich władaniu księstwa. Reprezentacyjny pałac miejski zaliczany do czołowych dzieł śląskiej architektury barokowej. Obecnie siedziba muzeum powiatowe w Nysie.

## Historia
Zanim został zbudowany pałac, istniał w tym miejscu średniowieczny zamek biskupi, zwany też dworem, wzmiankowany w 1260 roku Teren, na którym stała ta budowla, został prawdopodobnie wydzielony przed lokacją Nysy. Dworowi nadano w 1282 roku nowe cechy obronne, otaczając go murami, które zastąpiły dotychczasowy
wał ziemny. Wykopano też od strony miasta nową fosę wodną. Te prace fortyfikacyjne miały związek z ostrym konfliktem między księciem śląskim Henrykiem IV Probusem a biskupem wrocławskim
Tomaszem II w latach 1270-1292.
Zamek został rozbudowany przez biskupa Jodoka z Rożemberka w roku 1459.
Do Nysy została przeniesiona w roku 1477 kapituła kolegiacka z Otmuchowa, a biskupi wrocławscy osiedli wówczas tu na stałe.
W 1524 roku dwór uległ pożarowi i został dwa lata później odbudowany w stylu renesansowym przez biskupa Jakuba Salzę. Następnie, w 1582 roku, z inicjatywy biskupa Marcina Gerstmanna wzniesiono wieżę. Ufortyfikowany zamek nie dawał możliwości dalszej rozbudowy, więc w 1615 roku wzniesiono obok nową budowlę, określaną, ze względu na swoje przeznaczenie, jako Sala Przyjęć.
W końcu XVII wieku, poza obrębem dotychczasowego dworu, od strony miasta, powstał kolejny budynek, zwany Budynkiem Głównym, który stanowił reprezentacyjną część siedziby biskupiej przed ukończeniem pałacu. Zamek biskupi, który na przestrzeni dziejów uzyskał nowożytną rozbudowę, przetrwał do 1824 roku. Choć średniowieczny dwór już nie istnieje, to nazwą tą określa się obecnie zespół budynków powstały na jego miejscu.
Poczynając od XVI wieku dotychczasowa rezydencja przestawała powoli zaspokajać wzrastające potrzeby związane z funkcjonowaniem kurii. Zarówno odbudowany po pożarze zamek, jak i Budynek Główny okazały się niewystarczające w stosunku do coraz większych wymagań biskupów i ich aspiracji. Planowano wzniesienie nowej budowli na wzór pałaców rzymskich.
Arcyksiążę austriacki biskup Karol Habsburg postanowił wprowadzić w życie swoje pomysły i prawdopodobnie rozpoczął w 1620 roku budowę rezydencji, która miała być niezależna od zamku. Jednakże jego śmierć w 1624 roku przekreśliła na długi czas te plany.
Tragiczne skutki wojny trzydziestoletniej sprawiły, że kontynuację rozpoczętego dzieła podjęto dopiero w latach sześćdziesiątych XVII wieku. Ten pierwszy etap budowy zakończył się około 1680 roku. Powstało wówczas skrzydło północno-wschodnie, północno-zachodnie i część południowo-wschodniego.
Według początkowego założenia pałac miał mieć kształt podkowy, złożonej z trzech jednakowych, dwupiętrowych skrzydeł. Wkrótce jednak zmieniono te projekty. Postanowiono powiększyć
powierzchnię użytkową budynku, a także nadać mu nowocześniejszy i bardziej monumentalny wygląd. W latach 1722–1729 dobudowano z fundacji biskupa
Franciszka Ludwika von Neuburg,
zgodnie z projektem jezuickiego architekta Krzysztofa Tauscha, czwarte skrzydło (południowo-zachodnie) i część skrzydła południowo-wschodniego, które zamykały czworobok. Pracami w tym drugim etapie kierował najpierw Michał Klein, a następnie Antoni Feliks Hammerschmidt.
Dopełnieniem pałacu był ogród typu francuskiego, założony przez biskupa
Franciszka Ludwika w 1702 roku. Znajdował się on na miejscu wcześniejszego kwaterowego ogrodu włoskiego, pomiędzy głównym korytem rzeki
Nysy Kłodzkiej a wodami Młynówki.
Biskupi wkrótce jednak utracili swą nową rezydencję. Po przejęciu północnej części Księstwa Nyskiego przez Prusy w 1742 roku została ona przekazana w użytkowanie władzom wojskowym.
W pałacu tym miało miejsce spotkanie króla pruskiego Fryderyka Wielkiego z cesarzem Józefem II w 1769 roku. To historyczne wydarzenie utrwalił malarz niemiecki Adolph Menzel.
Pod koniec XVIII wieku, dzięki zręcznej polityce kardynała
Gustawa Hohenlohe budowlę udało się na krótki czas (1796-1810)
odzyskać dla biskupów wrocławskich.
W 1807 roku, po wkroczeniu do Nysy armii francuskiej, w pałacu biskupim zamieszkiwał dowódca korpusu wirtemberskiego
Hieronim Bonaparte.
W 1810 roku nastąpił jednak koniec kilkuwiekowego panowania biskupów wrocławskich w księstwie nyskim z powodu sekularyzacji dóbr kościelnych i klasztornych przez króla pruskiego. Pałac ponownie odebrano właścicielom, poddano przebudowie i zmieniono jego przeznaczenie. W 1823 r. część budynku została przekazana sądowi ziemskiemu, a w 1849 resztę pomieszczeń przejął królewski sąd wojskowy. Mieścił się tu także urząd katastralny, a w latach 1850-1852 druga kondygnacja skrzydła frontowego pełniła funkcję mieszkania służbowego księcia
Karola Antoniego Hohenzollerna, komendanta nyskiej brygady. W 1881 r. cały budynek został przejęty przez władze sądowe.
Gruntownie odnowiono pałac w 1927 roku. W marcu 1945 roku budynek spłonął.
Zniszczenia okazały się bardzo duże. W latach 1947–1948 przeprowadzono odbudowę pałacu, zabezpieczając go dachem, lecz wnętrza zatraciły na stałe swój wystrój.
W 1962 r. podjęto wieloletni trud odbudowania pałacu z zamiarem przeznaczenia go na siedzibę muzeum. W dniu 30 marca 1984 r. Muzeum w Nysie przejęło odremontowany gmach (uroczyste otwarcie nastąpiło 1 października 1986 roku).

## Architektura
Budynek o charakterze reprezentacyjnego pałacu miejskiego, zaliczany do wysokiej klasy zabytków śląskiej architektury. Porównywalny z Pałacem Laterańskim w Rzymie, wzniesiony w stylu baroku włoskiego. Trzykondygnacyjny,
czteroskrzydłowy, z dziedzińcem wewnętrznym, o bogatej dekoracji architektonicznej elewacji i wnętrz.
Powstawał dwuetapowo i nie jest stylistycznie jednorodny. Widać wyraźnie zarysowaną różnicę pomiędzy elewacją starszą, ciasno podzieloną zdecydowanymi gzymsami, a młodszą, z raczej wertykalnym charakterem, utrzymaną w konwencji wielkiego porządku.
Elewacja frontowa, w dolnej partii zaakcentowana ciągłymi, poziomymi pasami, posiada dwa identyczne, symetrycznie rozmieszczone, bogato dekorowane portale. Zdobią je stiukowe
motywy roślinne w półkoliście profilowanych łukach oraz kamienne
balustrady balkonowe oparte na wolnostojących kolumnach. Portal północny stanowi wejście do sieni, południowy natomiast pełni jedynie funkcję estetyczną, a nie użytkową i jest zabudowany oknem. W górnej części elewację podzielono pionowymi pilastrami wielkiego porządku, łączącymi oba górne piętra w jedną całość. Z wąskiej ulicy Biskupa Jarosława fasada widoczna jest w dużym skrócie perspektywicznym, co pozwoliło uzyskać zamierzony efekt w postaci spotęgowanej dynamiki.
Elewacje pozostałych trzech skrzydeł ukształtowane są niejednolicie. Części przylegające do skrzydła frontowego nawiązują do wielkiego porządku, który został tam wykorzystany. Pozostałe płaszczyzny zachowały natomiast charakter z pierwotnej fazy budowli: gładkie ściany parteru i mocno zaakcentowane poziomymi gzymsami piętra, w których zastosowano pilastry w
porządku jońskim i korynckim.
Najnowsze skrzydło frontowe jest prawie dwa razy szersze od pozostałych. W nim, wzdłuż sal, zarówno na pierwszym, jak i na drugim piętrze przebiega szeroki korytarz połączony z reprezentacyjną klatką schodową. Większość pomieszczeń wewnętrznych ma formę amfilady. Przez skrzydło frontowe w partii przyziemia przebiega sień przejazdowa prowadząca na przestronny dziedziniec.
Stary dwór połączono z pałacem wygodnym gankiem, poprowadzonym ponad fosą i ulicą.
Na ścianach zewnętrznych od strony dziedzińca znajdują się trzy malowane
zegary słoneczne z lat 1708-1710.
Z pierwotnego wyposażenia wnętrza pałacu zachowały się tylko stiukowe dekoracje trzech
marmurowych kominków.